# اینگی بیورن آلبرتسون
اینگی بیورن آلبرتسون (انگلیسی: Ingi Björn Albertsson؛ زادهٔ ۳ نوامبر ۱۹۵۲) بازیکن فوتبال اهل ایسلند است.
از باشگاه‌هایی که در آن بازی کرده‌است می‌توان به باشگاه فوتبال فیملیکافلاخ هافنارفیوردور اشاره کرد.
وی همچنین در تیم‌های ملی فوتبال Iceland national under-19 football team، زیر ۲۱ سال ایسلند، و ایسلند بازی کرده‌است.